# Тектонска плоча
Тектонските плочи са големи участъци от земната кора, включително и под океаните, от типа на платформите, но с много по-млада възраст, където нагънатият фундамент (за разлика от щитовете) е покрит със седиментен чехъл със значителна мощност (1 – 16 km). Тектонските плочи обикновено са усложнени от многочислени и разнообразни структури – синеклизи, антиклизи, сводови издигания, падини и др. Първи, който въвежда термина тектонска плоча е немският геолог Едуард Зюс през 1885 г.
Тектонските плочи са в постоянно движение, предизвикано от физичните процеси, които протичат под земната кора, т.е. в мантията. Това явление е известно под термина Тектоника на плочите. Тази сила е основополагаща за формирането облика на повърхността на планетата Земя.
Тектониката на плочите се характеризира с „отдалечаване“ и „сближаване“. Отдалечаването се появява, когато две плочи се отдръпват една от друга и се формира нова кора, която излиза на повърхността. Сближаването се появява, когато две плочи се сблъскат и краят на едната се пъхне под другата, изчезвайки в земната мантия.
Земната повърхност е изградена от два типа земна кора; по-тънка, характерна за океанското дъно, която достига до 8 km дебелина, и по-масивна, изграждаща континентите, с дебелина до 40 km.

## Видове тектонски плочи

### Първостепенни
Съществуват седем големи основни плочи:
- Северноамериканска плоча – Северна Америка, западен Северен Атлантик и Гренландия
- Южноамериканска плоча – Южна Америка и западен Южен Атлантик
- Антарктическа плоча – Антарктика и Южен Океан
- Евразийска плоча – източен Северен Атлантик, Европа и Азия
- Африканска плоча – Африка, Източен Южен Атлантик и западен Индийски океан
- Индо-Австралийска плоча – Индия, Австралия, Нова Зеландия и повечето от Индийския океан
- Тихоокеанска плоча – повечето от Тихия океан (и южният бряг на Калифорния)

### Второстепенни
- Плоча Наска – източен Тихи океан близо до Южна Америка
- Кокосова плоча
- Карибска плоча
- Плоча Скотия
- Индийска плоча
- Арабска плоча
- Филипинска плоча
- Плоча Хуан де Фука

### Третостепенни
- Африканска плоча
  - Мадагаскарска плоча
  - Нубийска плоча
  - Сейшелска плоча
  - Сомалийска плоча

- Антарктическа плоча
  - Кергеленска плоча
  - Шетландска плоча
  - Южносандвичева плоча

- Карибска плоча
  - Панамска плоча
  - Микроплоча Гонава

- Кокосова плоча
  - Плоча Ривера

- Евразийска плоча
  - Адриатическа плоча (Апулианска плоча)
  - Егейска плоча (Гръцка плоча)
  - Амурска плоча
  - Анатолска плоча
  - Плоча Банда
  - Плоча Бирма
  - Иберска плоча
  - Иранска плоча
  - Молукска плоча
    - Плоча Халмахера
    - Плоча Сангихе

  - Плоча Окинава
  - Плоча Пелсо
  - Плоча Сунда
  - Плоча Тимор
  - Плоча Тиса
  - Плоча Яндзъ

- Индо-австралийска плоча
  - Австралийска плоча
  - Плоча Козирог
  - Плоча Футуна
  - Индийска плоча
  - Плоча Кермадек
  - Плоча Маоке
  - Плоча Ниуафооу
  - Плоча Шри Ланка
  - Плоча Тонга
  - Плоча Удларк

- Плоча Хуан де Фука
  - Плоча Експлорер
  - Плоча Горда

- Северноамериканска плоча
  - Гренландска плоча
  - Охотска плоча

- Тихоокеанска плоча
  - Плоча Балморал
  - Плоча Птича глава
  - Каролинска плоча
  - Плоча Конуей
  - Плоча Ийстър
  - Галапагоска плоча
  - Плоча Хуан Фернандес
  - Плоча Кула
  - Плоча Манус
  - Плоча Нови Хебриди
  - Плоча Северен Бисмарк
  - Северногалапагоска микроплоча
  - Соломонова плоча
  - Плоча Южен Бисмарк

- Филипинска плоча
  - Марианска плоча
  - Филипинска микроплоча

- Южноамериканска плоча
  - Алтипланска плоча
  - Фолкландска микроплоча
  - Плоча Северни Анди